# Waldemar Philippi (Maler)
Waldemar Philippi (* 18. Mai 1828 in Königsberg i. Pr.; † 11. November 1869 in Berlin) war ein deutscher Maler.
Philippi besuchte ab 1848 die Kunstakademie Königsberg und bereiste Ostpreußen. Die Ausstellungskataloge des Königsberger Kunstvereins verzeichnen in den Jahren zwischen 1850 und 1861 Werke von ihm. 1858 bis 1860 skizzierte er in Bayern. 1862 übersiedelte er nach Berlin. Er malte Genreszenen, Bildnisse und Tiere, besonders oft Schafe. Ab 1864 entstanden in Mecklenburg, Pommern und Schlesien viele Bilder von Merinoschafen. 1868 nahm er mit Tiergemälden an der 46. Kunstausstellung der Königlichen Akademie der Künste teil. Er schuf 1668 zudem ein Altarbild (Christus am Kreuz) für die Dorfkirche Passow. Philippi war auch ein kundiger Klavierspieler und fertigte 1857 für ein Klavierlehrwerk von Louis Köhler Lehrzeichnungen der Handstellungen von Pianisten an.